# Константин Босилков
Константин Петков Босилков (известен понякога и като Бошулков) е български възрожденски просветен деец и книжар, организатор на Кресненско-Разложкото въстание.

## Биография
Константин Босилков е роден в 1842 година в Копривщица, тогава в Османската империя, в семейството на абаджия. Брат му Димитър Босилков също е виден просветен деец и революционер в Източна Македония – учител и книжар във Велес, основател на нелегалното дружество „Искра“. Константин учи в родния си град и в Пловдивското централно училище. През 1863 – 1864 година учителства в София. В 1867 година става главен български учител във Велес, където става управител на клона на книжарницата на Христо Г. Данов. Пътува из Македония и снабдява училищата с български книги. От 1872 до 1876 година е учител в Горна Джумая, където заедно с Арсени Костенцев отваря книжарница. В 1873 година е делегат на епархийския учителски събор в Самоков. В 1876 година влиза в революционния комитет, подготвящ въстание в Горноджумайско.
След Руско-турската война става председател на комитета „Единство“ в Горна Джумая, който подготвя Кресненско-Разложкото въстание. След въстанието през 1879 година се мести в София, където работи в министерството на финансите. През 1881 година се жени за дъщерята на копривщенския свещеник Илия Кацаров – Анастасия, сестра на академик Гаврил Кацаров и генерал-майор Димитър Кацаров. В 1883 година се ражда синът им генерал-майор Любомир Босилков. Умира в 1919 година.
За него видният български историк професор Гаврил Кацаров пише:
| „ | Босилков бе човек, който се отличаваше с твърда воля и безукорен характер. Калѐн още от младини в несгодите на живота, издигнал се изключително със собствен труд, той не се плашеше от никакви мъчнотии. Всяка възложена му работа е изпълнявал с постоянство и точност. Не обичаше да говори за себе си и за своите дела, като смяташе, че всякога е изпълнявал добросъвестно своя дълг към отечеството и обществото, към семейството и близки. | “ |